# Mixotrofisme
El terme mixòtrof pot descriure organismes (normalment algues o bacteris), capaços d'obtenir energia metabòlica de diverses fonts alhora. Aquests organismes poden utilitzar la llum com una font d'energia, o prendre-la de compostos orgànics o inorgànics. Poden capturar compostos simples per osmositròfia o englobant les partícules a través de la fagocitosi o de la mizocitosi.
Els organismes mixotròfics poden usar una mescla de diferents fonts d'energia i de carboni. Els és possible alternar entr la fototròfia i la quimiotròfia, entre litotròfia i organotròfia, entre organotrofia i autotròfia i heterotròfia o una combinació d'elles. Els mixòtrofs poden ser o bé eucariotes o bé procariotes.
Els mixòtrofss prenen avantatge de les diferents condicions medi ambientals.

## Exemples
- Paracoccus pantotrophus és un bacteri que pot viure com quimioorganoheteròtrof i facultativament com litòtrof.[3][4][5]
- Molts exemples dins el gènere Euglena.
- Vespa orientalis
- Dionaea muscipula